# Нјури (Трапани)
Нјури је насеље у Италији у округу Трапани, региону Сицилија.
Према процени из 2011. у насељу је живело 28 становника. Насеље се налази на надморској висини од 67 м.